# Sardeshmukhi
De sardeshmukhi was een belasting die in de 17e tot 19e eeuw in India door de Maratha's werd opgelegd. De sardeshmukhi bestond uit een tiende van de landopbrengst en werd jaarlijks geïnd. 
Deze belasting begon onder Shivaji, die er waarschijnlijk een manier in zag om zijn autoriteit over de deshmukhs (landadel) te vestigen. De deshmukhs hadden recht op een "deshmukhi" deel van de opbrengst van het land. De sardeshmukhi suggereerde dat Shivaji als "sardeshmukh" recht op een ander, hoger deel van de opbrengst had. Bij uitzondering werd de sardeshmukhi over bepaalde dorpen of districten echter ook wel aan andere leiders dan de vorst toegekend.
Een ander belastingdeel dat door de Maratha's werd opgeëist in gebieden die buiten hun kerngebied in de West-Ghats vielen, was de chauth. Deze bedroeg een kwart van de opbrengst. Aan het begin van de 18e eeuw eisten de Maratha's vaak ook de sardeshmukhi op in provincies van de Mogols die aan hun rijk grensden, zodat de totale afdracht 35% bedroeg. Dit gaf aan dat de Maratha's zich als de wettige bestuurders van de gebieden gingen beschouwen. In 1719 werd dit door de Mogols per verdrag erkend toen ze de Maratha's recht gaven op zowel de chauth als de sardeshmukhi in de zes provincies van de Dekan. Feitelijk betekende dit dat de Mogols de soevereiniteit over die provincies opgaven, hetgeen neerkwam op erkenning van wat de facto al lang duidelijk was.